# Горяев, Сергей Витальевич
Серге́й Вита́льевич Горя́ев (26 июля 1958, Москва — 8 сентября 2013, там же) — российский скульптор, художник и архитектор. Народный художник России (2003), академик Российской Академии художеств (с 2011), член президиума РАХ (с 2011), кавалер орденов Почёта (2009) и «За заслуги перед Отечеством» IV степени (2013). Председатель Московского отделения Союза художников России. Художественный руководитель проекта Федерального военного мемориального кладбища под Москвой. Профессор Московской государственной художественно-промышленной академии им. Строганова.

## Биография
Родился в Москве в семье графика-иллюстратора Виталия Горяева. В юности занимался спортом: чемпион Москвы по борьбе среди юношей, кандидат в мастера спорта СССР.
С 1975 года занялся изобразительным искусством, в 1978 году поступил в МВХПУ им. М. И. Калинина.
В 1979 году выступил одним из организаторов Межсекционного выставкома молодых художников Москвы, который помог участию в московских выставках студентам художественных вузов, что было ранее затруднено.
В 1983 году окончил МВХПУ и поступил художником в Московский комбинат монументально-декоративного искусства.
С 1993 года являлся председателем правления, а с 2003 года художественным руководителем КМДИ.
Горяев много лет являлся председателем Московского отделения ВТОО «Союз художников России», входил в правления ещё нескольких общественных организаций, с 2011 года являлся членом президиума Российской академии художеств.
В последние годы жизни профессор Горяев преподавал в Московской государственной художественно-промышленной академии им. Строганова.
1Супруга Шевцова Татьяна Ивановна 2 сентября 1958
Супруга — искусствовед, академик РАХ Н. И. Аникина 
(род. 1947).
Скончался 8 сентября 2013 года в Москве. 

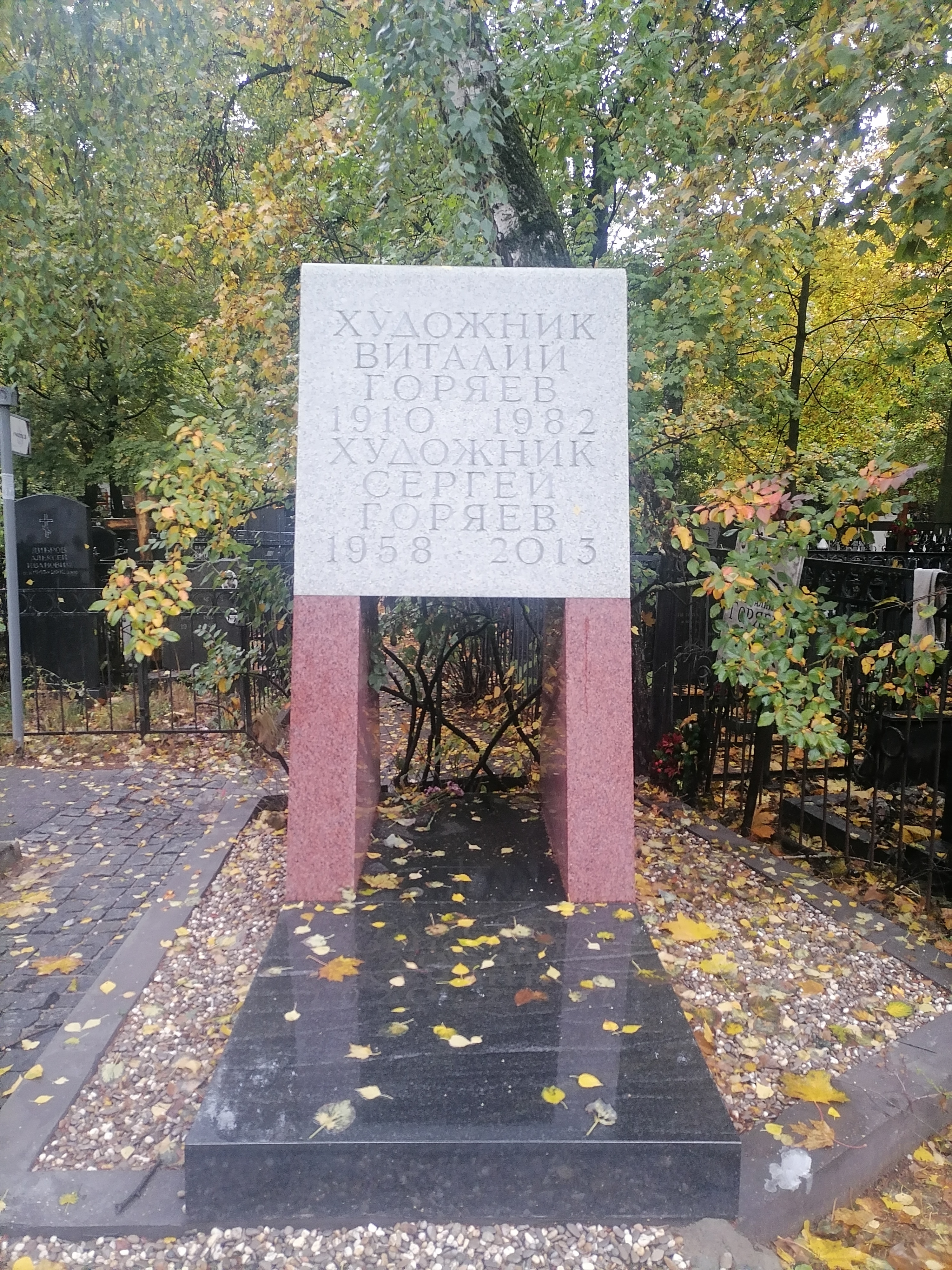
Могила на Ваганьковском кладбище

Похоронен на Ваганьковском кладбище рядом с отцом (24 участок).

## Творчество
В 1980-е годы Горяев выполнял монументальные произведения для Центрального Дома железнодорожников в Москве, в 1990-е годы — для Московского международного дома музыки и Российского культурного центра на Красных холмах (арх. В. Д. Красильников, часть произведений в соавторстве с М. В. Красильниковой). Работал для Перми (люстры на железнодорожном вокзале), для города Мирный (несколько произведений для лицея) и др.
В Ханты-Мансийске с 2000 по 2011 годы он создал несколько крупных художественных ансамблей, в том числе дом-музей Народного художника СССР В. А. Игошева (2001 г.) (арх. Евгений Ингема, авт. коллектив: С. В. Горяев (руководитель), Алексей Якименко и Екатерина Данильченко). За его создание Горяев удостоен премии Правительства РФ в области культуры и обладал знаком № 1 этой премии.
В 2002 году Горяев завершил композицию «Кристалл» для Музея нефти и газа в Ханты-Мансийске (арх. В. Колосницин, соавтор М. В. Красильникова). В 2003 году было создано огромное мозаичное панно «Югра» площадью более тысячи квадратных метров для фасадов торгово-делового центра в Ханты-Мансийске (арх. В. Кубасов, руководитель авт. коллектива С. В. Горяев, художники Б. А. Успенский. Е. С. Данильченко).
В 2004—2011 годах Горяев работал над архитектурно-художественным ансамблем здания Галереи-мастерской Г. С. Райшева (Ханты-Мансийск, арх. А.Барщ, А.Родионов).
В 2008—2010 годах Горяев работал над ансамблем мозаичных панно в декоративных рамах из кованого металла для перронного зала станции Московского метрополитена «Марьина Роща» (арх. А. Куренбаев). Десять панно в технике римской мозаики из стеклянной смальты посвящены историческим московским местам в Останкино, Марьиной роще и др.
29 июля 2013 года в Москве на берегу Останкинского пруда открыт памятник В. К. Зворыкину работы Горяева.
Особое место в творчестве Горяева занимает ансамбль Федерального военного мемориального кладбища, над которым он трудился почти девять лет с 2004 года и который завершил в 2013 году. В комплекс ФВМК (руководитель авт. коллектива С. В. Горяев, члены коллектива арх. В. А. Чудновцев, художники В. В. Белоусов, Е. С. Данильченко, Н. В. Диков, Ю. П. Елисеев, Д. Г. Кузнецов, Г. В. Курдов, А. Н. Рыжкин, Е. Н. Рыжкина, С. М. Шведов, А. В. Якименко, искусствовед Н. И. Аникина) входят 78 отдельных произведений искусства из бронзы, природного камня, латуни, стекла и прочее, не считая декоративных решёток на территории.
Кроме монументальных произведений, Горяев занимался также станковой живописью, работал в жанре натюрморта и пейзажа.

## Награды

### 1990-е
- Заслуженный художник Российской Федерации (22 января 1997 года) — за заслуги в области искусства[5].
- Медаль «В память 850-летия Москвы» (1997 год).
- Диплом участника подготовки празднования 850-летия Москвы (1997 год).
- Диплом Союза художников России «За успешное участие в IX Всероссийской художественной выставке „Россия“» (1997 год).

### 2000-е
- Диплом «За проявление высокой организованности, особо чуткого внимания и поддержки в процессе работы над выставочным проектом „Мастера изобразительного искусства Северного Кавказа — защитникам Отечества“», посвященного 55-летию Победы в Великой Отечественной войне 1941—1945 гг. (награждён МОСХ в лице председателя) (2000 год).
- Медаль МВД России «200 лет МВД России» (2002 год).
- Диплом Российской академии художеств (2002 год).
- Народный художник Российской Федерации (19 мая 2003 года) — за большие заслуги в области искусства[6].
- Золотая медаль Российской Академии художеств (2003 год).
- Премия Правительства Российской Федерации 2005 года в области культуры (28 декабря 2005 года) — за дизайн и декоративно-художественное оформление здания Дома-музея народного художника СССР В. А. Игошева в г. Ханты-Мансийске[7].
- Медаль ордена «За служение Отечеству» (Святых великого князя Дмитрия Донского и преподобного игумена Сергия Радонежского) III степени (Национальный Благотворительный Фонд «Вечная слава героям», национальный комитет кавалеров Русских Императорских Орденов, Национального Оборонного Фонда «Парад») (2005 год).
- Диплом Союза художников России — за успешное участие во II Всероссийской художественной выставке «Возрождение» (2005 год).
- Серебряная медаль Творческого союза художников России и Международной федерации художников «За вклад в отечественную культуру» (2005 год).
- Благодарность от Председателя Правления Союза художников Удмуртии К. Резницкого (2005 год).
- Диплом Министерства культуры Китайской народной республики (2005 год).
- Знак отличия Военно-мемориального центра Вооруженных сил Российской Федерации (2005 год).
- Премия имени Михаила Ломоносова «За вклад в развитие отечественной науки и образования с вручением золотой медали» (Национальный комитет общественных наград Российской Федерации) (2005 год).
- Премия «Событие» Ханты-Мансийского автономного округа — за спектакль «Я в этот мир пришел, чтоб видеть солнце» (2007 год).
- Орден «За службу России» (2007 год).
- Орден Почёта (17 ноября 2008 года) — за большие заслуги в области изобразительного искусства и многолетнюю творческую и общественную деятельность[8].
- Орден «За служение Отечеству» (Святых великого князя Дмитрия Донского и преподобного игумена Сергия Радонежского) III степени (Национальный Благотворительный Фонд «Вечная слава героям», национальный комитет кавалеров Русских Императорских Орденов, Национального Оборонного Фонда «Парад»)

(2008 год).
- Диплом участника выставки «Встреча через 25 лет» (выставка выпускников МГХПУ им. С. Г. Строганова 1983 года) (2008 год).
- Медаль Российской академии художеств «Шувалов» (2008 год).
- Памятная медаль Академии наук о природе и обществе «За развитие культуры и искусства» (2008 год).
- Памятная медалью Московского Государственного Академического художественного института им. В. И. Сурикова «За огромный вклад в воспитание молодых художников в духе великих традиций русской реалистической школы, за многолетний самоотверженный труд и активную творческую деятельность» (2008 год).
- Диплом лауреата премии Петровской Академии наук и искусств имени В. М. Клыкова — за выдающийся вклад в русской изобразительное искусство(2009 год).
- Медаль Лауреата Петровской Академии наук и искусства «За верность России» (2009 год).
- Юбилейная медаль «65 лет Победы в Великой Отечественной войне 1941—1945 гг.» (2009 год).

### 2010-е
- Медаль Министерства обороны Российской Федерации «За заслуги в увековечении памяти погибших защитников Отечества» (2010 год).
- Орден «За вклад в культуру» (2010 год).
- Благодарность Российской академии художеств — за организацию выставок «Московская коллекция» (2010 год).
- Медаль Международного фонда «Культурное достояние» «За мастерство».
- Диплом Международного фонда «Культурное достояние» о вручении серебряной медали «За мастерство» — за вклад в изобразительное искусство (2010 год).
- Диплом Государственной Думы Российской Федерации — за содействие в организации художественной выставки, посвященной 65-летию Победы в Великой Отечественной войне (2010 год).
- Диплом лауреата Всероссийского творческого конкурса скульптурных и архитектурных произведений (Гран-при) (2010 год).
- Медаль Федеральной службы судебных приставов «За заслуги» (2010 год).
- Избран действительным членом (академиком) Российской Академии художеств (2010 год).
- Диплом IV-ой Архитектурной премии U-KON ART-ПРОЕКТ (I место зрительский симпатий)-  за Галерею-мастерскую художника Райшева С. Г., г. Ханты-Мансийск (2011 год).
- Медаль Московского отделения Всероссийской Творческой Общественной Организации «Союз художников России» «50 лет МОСХ России» (2011 год).
- Орден «За заслуги перед Отечеством» IV степени (19 января 2013 года) — за большие заслуги в развитии отечественной культуры и искусства, многолетнюю плодотворную деятельность[9].

## Литература

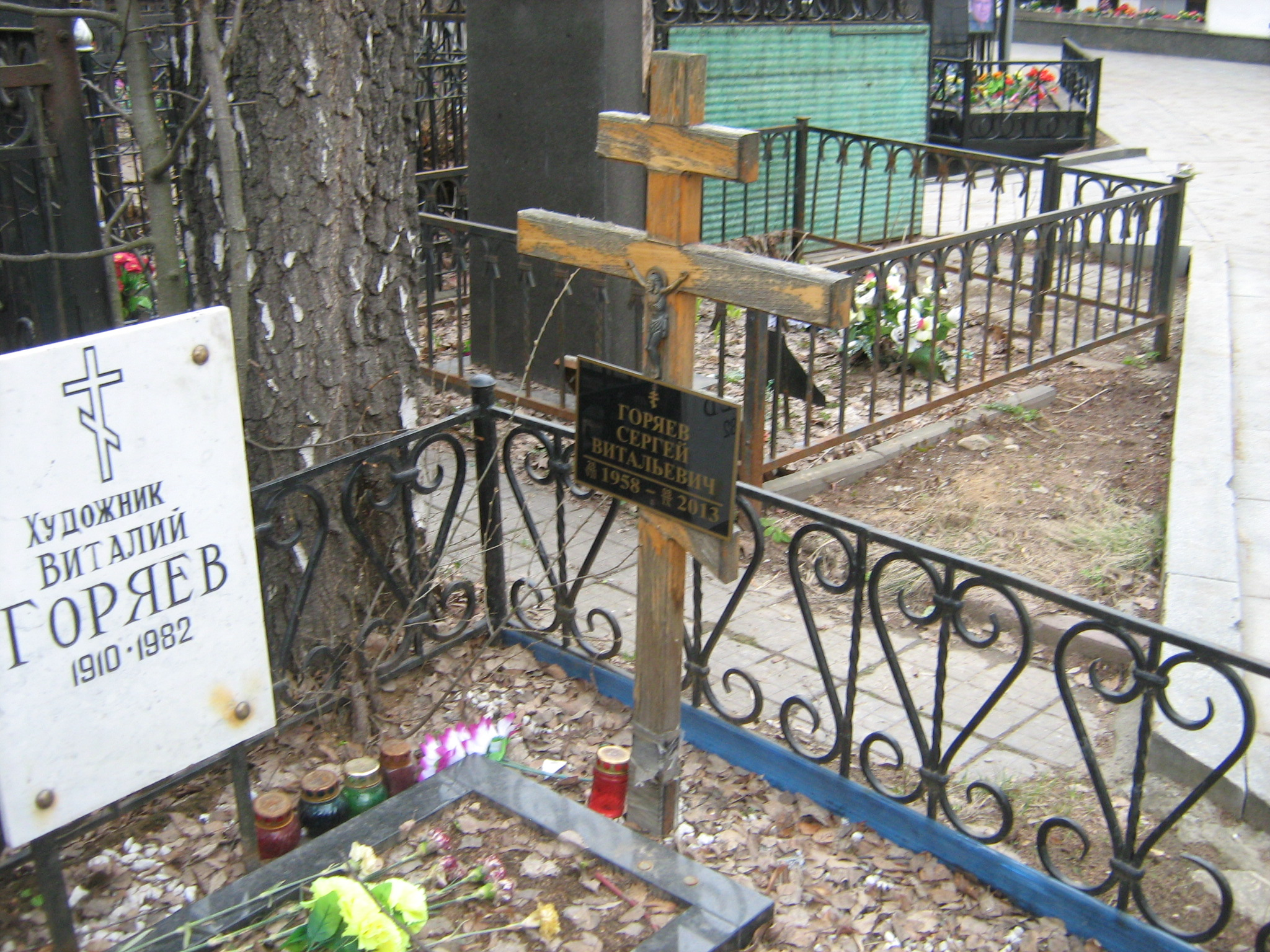
Могила отца - Горяева Виталия Николаевича (1910-1982) и сына - Горяева Сергея Витальевича (1958-2013) на Ваганьковском кладбище. Участок 24.